# Space Cowboys (éditeur)
 (février 2024).
Space Cowboys est un éditeur français de jeux de société, filiale du groupe français Asmodee. Il a été créé en 2014 à Boulogne-Billancourt par les fondateurs d’Asmodee, Marc Nunès, Philippe Mouret et Croc,. Les ont rejoints, en 2015, Cyril Demaegd et le Suisse Sébastien Pauchon, respectivement fondateurs d’Ystari et de GameWorks. Le studio propose toute la gamme des jeux de société, des jeux familiaux aux jeux experts. Il a néanmoins mis l'accent depuis 2015 sur les jeux narratifs, des jeux thématiques à usage unique, avec notamment Time Stories et Unlock !.

## Jeux édités

### Jeux familiaux
- Splendor de Marc André, illustré par Pascal Quidault, 2014
  - 2 extensions, 2017 et 2020
- Black Fleet de Sebastian Bleasdale, illustré par Denis Zilber, 2014
- Via Nebula de Martin Wallace, illustré par Vincent Joubert, 2016
- Orbis de Tim Armstrong, illustré par Davide Tosello, 2018
- Ankh'or de Sébastien Pauchon, Frank Crittin et Grégoire Largey, illustré par Gaël Lannurien, 2019
- Tea for 2 de Cédrick Chaboussit, illustré par Amandine Dugon, 2020 (2 joueurs)
- Botanik de Sébastien Pauchon, Frank Crittin et Grégoire Largey, illustré par Franck Dion, 2021 (2 joueurs)

### Jeux experts
- Elysium de Matthew Dunstan et Brett J. Gilbert, 2015

### Jeux améritrash
- Hit Z Road de Martin Wallace, 2016

### Jeux narratifs
- T.I.M.E Stories de Manuel Rozoy, illustré par Benjamin Carré, David Lecossu et Pascal Quidault, 2015
  - 9 déclinaisons, 2015-2019
- T.I.M.E Stories : Revolution - The Hadal Project, 2019
  - 2 déclinaisons, 2019-2020
- Watson & Holmes de Jésús Torres Castro, illustré par Arnaud Demaegd, Neriac et Pascal Quidault, 2016
- Unlock! de Cyril Demaegd, 2017
  - 9 déclinaisons, 2017-2021

### Jeux d'ambiance
- Crossing de Yoshiteru Shinohara, iIllustré par Charlène Le Scanff, 2013, rééd. 2015
- Final Touch de Mike Elliott, illustré par Pandaluna Studio Hookipa, 2016

### Jeux enfants
- Attrape-Rêves de Laurent Escoffier et David Franck, illustré par Maud Chalmel, 2019

### Rééditions

#### Jeux GameWorks
- Jamaïca de Malcolm Braff, Bruno Cathala et Sébastien Pauchon, illustré par Mathieu Leyssenne, 2007, rééd. 2018
- Jaïpur de Sébastien Pauchon, illustré par Vincent Dutrait, 2009, rééd. 2019

#### Jeux Ystari
- Sherlock Holmes détective conseil de Suzanne Goldberg, Gary Grady et Dave Neale, 1982, rééd. 2016
- Caylus 1303 de William Attia, illustré par Andrew Bosley, 2019

## Prix et récompenses
- Splendor, finaliste du Spiel des Jahres 2014[1]
- Unlock!, As d'or Jeu de l'année 2017